# Lampanyctus iselinoides
Lampanyctus iselinoides är en fiskart som beskrevs av Bussing, 1965. Lampanyctus iselinoides ingår i släktet Lampanyctus och familjen prickfiskar. Inga underarter finns listade i Catalogue of Life.